# Trung tâm Nghiên cứu phương Đông

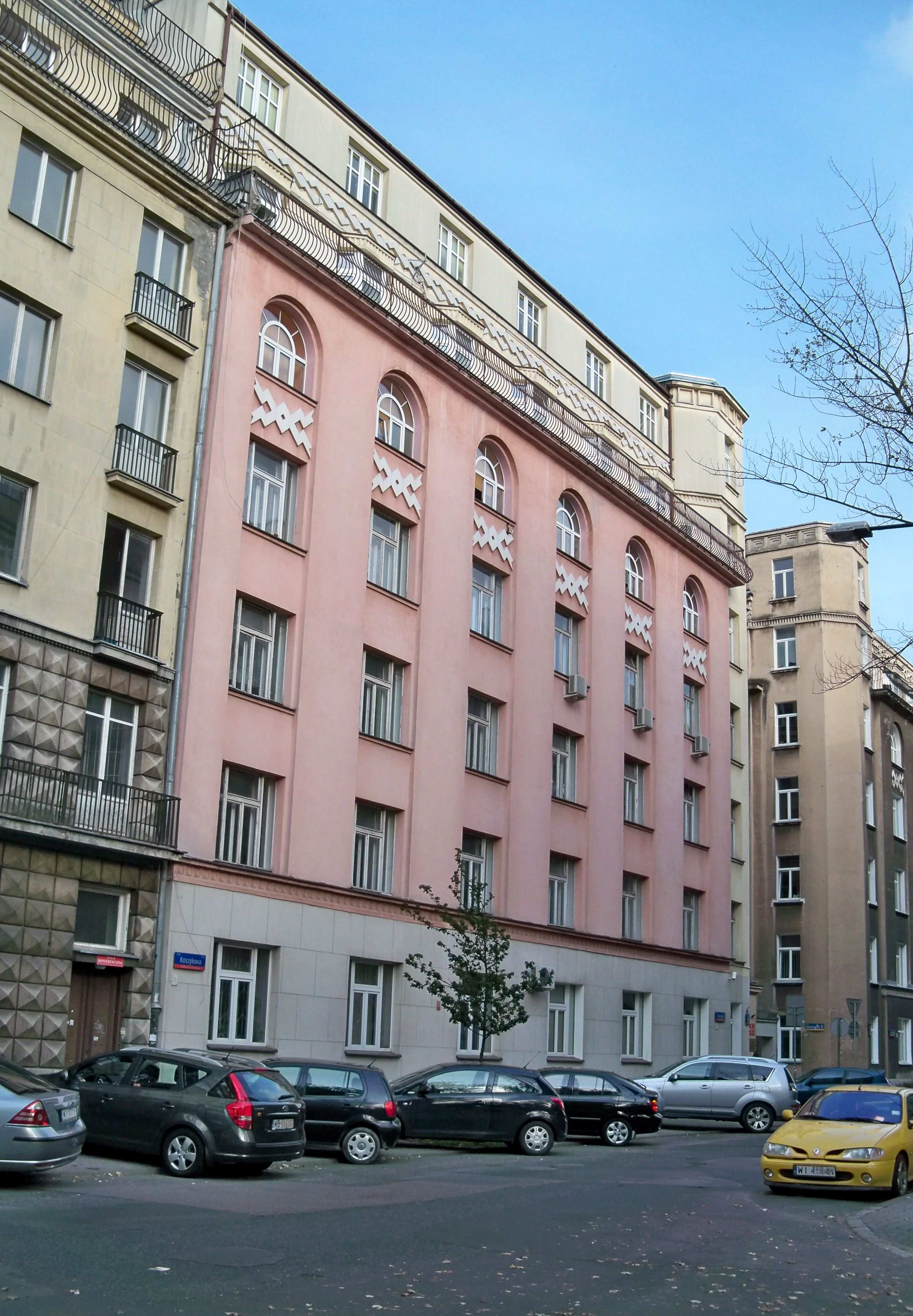
Trụ sở Trung tâm Đông Học
tại Warszawa, Ba Lan.

Trung tâm Nghiên cứu phương Đông hay Trung tâm Đông Học, viết tắt OSW (tên đầy đủ theo tiếng Ba Lan: Ośrodek Studiów Wschodnich im. Marka Karpia; tiếng Anh: Centre for Eastern Studies) là một trung tâm nghiên cứu học thuật xã hội của nhà nước (think tank) , đặt tại Warszawa, dựa trên cam kết nghiên cứu độc lập về tình hình chính trị, kinh tế và xã hội ở Trung và Đông Âu, Balkan, Kavkaz và Trung Á.

## Đăng tải
Hầu hết các ấn phẩm OSW được cung cấp miễn phí tại trang web của Trung tâm, cả bản tiếng Ba Lan và tiếng Anh, bao gồm cả "Khái lược Chính sách" (Policy Briefs), "Nghiên cứu OSW" (OSW Studies) và "Báo cáo OSW" (OSW Report).